# Galianoella leucostigma
Galianoella leucostigma är en spindelart som först beskrevs av Cândido Firmino de Mello-Leitão 1941.  
Galianoella leucostigma ingår i släktet Galianoella och familjen Gallieniellidae. Inga underarter finns listade i Catalogue of Life.